# Призрачна ракета
Призрачни ракети са неидентифицирани летящи обекти, наблюдавани в небето над Швеция, и по-рядко над Дания, Норвегия и Финландия през 1946 година.
Само от май до декември 1946 година са били забелязани над 2000 такива ракети. Шведските военни успяват да засекат радарни излъчвания от над 200 от тези обекти, което изключва възможността това да са метеоритни дъждове, макар тази хипотеза да е много разпространена. На 19 юли сив обект, подобен на ракета с криле, се разбива в езерото Шьолмиерв, но след претърсване този обект не е открит.
Предполага се, че е възможно тези обекти да са съветски ракети, тъй като част от тях показват възможност да маневрират, но за сметка на това липсват метални останки, които могат да потвърдят това. Част от ръководството на шведската армия предполага възможен извънземен произход, тъй като няма твърдо доказателство откъде те идват.
Призрачни ракети са забелязвани същата година над Гърция, Португалия, Белгия и Италия. Гръцкият учен Пол Санторини (участвал в проект Манхатън и разработката на зенитните ракети Найк) казва на видни експерти по НЛО, че тайнствеността около призрачните ракети е, защото официалните лица не смеят да признаят за съществуването на „по-висша технология, срещу която нямаме възможност за отбрана“.